# جون نيلي كينيدي
جون نيلي كينيدي (بالإنجليزية: John Neely Kennedy) هو محامي وسياسي أمريكي، ولد في 21 نوفمبر 1951 في سنترفيل في الولايات المتحدة. نشط حزبياً في الحزب الديمقراطي والحزب الجمهوري (2007 – 2007).

## مناصب
- انتخب عضو مجلس الشيوخ الأمريكي عن دائرة لويزيانا (3 يناير 2017 – ).
- في انتخابات مجلس الشيوخ في الولايات المتحدة 2016 [الإنجليزية]‏، انتخب عضو مجلس الشيوخ الأمريكي عن دائرة Louisiana ‏ وقد انضم خلال فترته النيابية [الإنجليزية]‏ (3 يناير 2017 – 3 يناير 2019) للكتلة البرلمانية الحزب الجمهوري.
- انتخب أمين صندوق الدولة [الإنجليزية]‏ لويزيانا (1999 – 2016).
- انتخب كاتب دولة [الإنجليزية]‏ (1996 – 1999).
- انتخب سكرتارية.
- انتخب مستشار [الإنجليزية]‏.

## وصلات خارجية
- الموقع الرسمي
- جون ن. كينيدي على موقع الموسوعة البريطانية (الإنجليزية)